# Notasteron carnarvon
Notasteron carnarvon is een spinnensoort in de taxonomische indeling van de mierenjagers (Zodariidae).
Het dier behoort tot het geslacht Notasteron. De wetenschappelijke naam van de soort werd voor het eerst geldig gepubliceerd in 2005 door Barbara C. Baehr.